# Tall Hawasz
Tall Hawasz (arab. تل هواش) – miejscowość w Syrii, w muhafazie Hama. W 2004 roku liczyła 2498 mieszkańców.